# Apache Xerces
Apache Xerces – rodzina pakietów oprogramowania przeznaczonych do analizy składniowej i manipulacji dokumentami XML, stanowiąca część projektu Apache XML project. Xerces umożliwia zarówno analizę jak i tworzenie dokumentów XML.
Xerces implementuje kilka standardowych interfejsów programistycznych służących do analizy składniowej dokumentów XML, wliczając w to DOM, SAX oraz SAX2.
Implementacja jest dostępna dla języków programowania Java, C++ oraz Perl.